# Palmeres de la plaça 11 de setembre (El Masnou)

## Descripció
Dues palmeres (Phoenix canariensis) plantades a banda i banda d'una pèrgola de ferro. El tronc és alt i estilitzat, acabat en una corona de la qual parteixen nombroses fulles. L'alçada mitja d'aquestes palmeres és d'uns 12 a 14 metres d'alçada. Mesura aproximadament un metre d'amplada. La base de les fulles, acostumen a mesurar entre quatre i cinc metres de llargada, formant al seu voltant una coberta grossa i compacta. Amb el pas dels anys, la base d'aquestes fulles s'asseca i cauen. Són pinnades, de limbe lanceolat, fortes i rígides. Tenen entre 80 a 100 folis, força curts, i pecíol amb espines a la base, que desapareixen progressivament a l'extrem de la fulla. El seu fruit és el dàtil, més petit que el de la palmera datilera africana (Phoenix datylifera). Malgrat són comestibles, no tenen gaire gust. Tot i que d'aquesta espècie està essent atacada per una plaga d'insectes conegut com a escarabat morrut, en el moment del treball de camp, no semblen afectades. No s'observen colònies de cotorres de pit gris (Myiopsitta monachus).

## Història
Aquesta palmera fou introduïda a la costa mediterrània fa segles. Va ser un arbre molt apreciat dels jardins romàntics del segle XIX, i símbol de ben estar. Es pot trobar en aïllat o formant grups.
Per desgràcia des de l'any 2005 un insecte conegut amb el nom del morrut de les palmeres (Rhynchophorus ferrugineus Oliver) de l'ordre dels coleòpters, està produint dans irreversibles a aquesta espècie tant apreciada en jardins i parcs privats i públics. Es tracta d'un insecte que mesura entre 2 cm i 5 cm, de color vermellós i amb una mena de bec allargat o trompeta. Aquesta plaga està afectant de ple tota la comarca d' El Maresme.